# Acido pidolico
L'acido pidolico (conosciuto anche come 5-oxoprolina, acido piroglutammico, acido pirrolidon carbossilico, PCA) è un derivato amminoacidico nel quale il gruppo amminico libero dell'acido glutammico ciclizza in un lattame. 
È rinvenuto in diversi gruppi proteici come per esempio la batteriorodopsina.